# Emil Minty
Emil Minty (* 1972 in Sydney) ist ein ehemaliger australischer Kinderschauspieler und derzeitiger Juwelier.
Minty spielte das Wolfskind Feral Kid in dem Film Mad Max II – Der Vollstrecker, der 1980 in der Nähe seiner Heimatstadt gedreht wurde, als Mad Max in die Kinos kam. Nach diesem Film war er auch unter anderem in Fluteman im Jahr 1982 und in The Winds of Jarrah im Jahr 1983 zu sehen. 1990 spielte er in einigen Folgen der Serie A Country Practice mit.
Nach seinem Rückzug aus dem Filmgeschäft übernahm er einen Juwelierladen in Sydney.

## Filmografie
- 1981: Mad Max II – Der Vollstrecker (Mad Max 2: The Road Warrior)
- 1982: Fluteman
- 1983: Ein Sommer in Australien (The Winds of Jarrah)
- 1985: Winners
- 1987: Wind und Sterne (Captain James Cook)
- 1987: Die fliegenden Ärzte (The Flying Doctors) (Fernsehserie)
- 1987: The Haunted School
- 1988: Peter & Pompey (auch als Touch the Sun: Peter & Pompey bekannt)
- 1989–1990: A Country Practice (Fernsehserie)
- 1992: Road to Alice